# Михасёвка
Михасёвка (бел. Міхасёўка) — деревня в составе Мощаницкого сельсовета Белыничского района Могилёвской области Республики Беларусь.

## Население
- 2010 год — 9 человек